# Kleingebiet Kecskemét
Das Kleingebiet Kecskemét (ungarisch Kecskeméti kistérség) war bis Ende 2012 eine ungarische Verwaltungseinheit (LAU 1) innerhalb des Komitats Bács-Kiskun in der Südlichen Großen Tiefebene. Im Zuge der Verwaltungsreform von 2013 gingen 14 Gemeinden in den nachfolgenden Kreis Kecskemét (ungarisch Kecskeméti járás) über, vier Gemeinden wurden dem neugeschaffenen Kreis Tiszakécske (ungarisch Tiszakécskei járás) zugeordnet.
Das Kleingebiet hatte 172.423 Einwohner (Ende 2012) auf einer Fläche von 1483,06  km² und umfasste 18 Gemeinden. Das Kleingebiet war das flächen- und bevölkerungsmäßig größte im Komitat.
Der Verwaltungssitz war in der Komitatshauptstadt Kecskemét.

## Städte
- Kecskemét (111.835 Ew.)
- Kerekegyháza (6.354 Ew.)
- Lajosmizse (11.188 Ew.)
- Tiszakécske (11.553 Ew.)

## Gemeinden
| Ágasegyháza  | Ballószög   | Felsőlajos | Fülöpháza | Helvécia     |
| Jakabszállás | Kunbaracs   | Ladánybene | Lakitelek | Nyárlőrinc\| |
| Orgovány     | Szentkirály | Tiszaug    | Városföld |              |

Koordinaten: 46° 53′ N, 19° 42′ O